# Ahmad Mamduh Faradż Mutawalli
Ahmad Mamduh Faradż Mutawalli (arab. أحمد ممدوح فرج متولى ;ur. 7 listopada 2001) – egipski zapaśnik walczący w stylu wolnym. Triumfator mistrzostw arabskich w 2019. Mistrz Afryki juniorów w 2019 roku.